# Евфимий (Максименко)
Епископ Евфи́мий (в миру Виктор Петрович Максименко; род. 30 апреля 1975 года, Глухов, Сумская область, УССР, СССР) — епископ Русской православной церкви, епископ Усманский, викарий Липецкой епархии.

## Биография
Родился 30 апреля 1975 года в городе Глухове Сумской области Украины. Крещен в младенчестве.
В 1981—1990 годах обучался в средней школе № 4 города Глухова. В 1990 году поступил на фельдшерское отделение Глуховского медицинского училища, которое окончил в 1994 году.
В 1994—1996 годах обучался в Глуховском государственном педагогическом университете на факультете биологии. Одновременно с обучением нёс послушание алтарника в Трёх-Анастасиевском кафедральном соборе города Глухова.
В 1996 году принят в число братии Задонского Рождество-Богородицкого мужского монастыря. 5 января 1998 года наместником монастыря епископом Задонским Никоном пострижен в иночество с именем Евфимий в честь священномученика Евфимия, епископа Сардийского. 5 января 1999 года пострижен в мантию с сохранением того же имени. 6 мая 2000 года рукоположен в сан иеродиакона.
В 2000—2004 годах обучался в Воронежской духовной семинарии. 8 июля 2001 года митрополитом Воронежским и Липецким Мефодием рукоположен в сан иеромонаха.
В 2003 году назначен благочинным Задонского Рождество-Богородицкого монастыря, в 2004 году ― экономом. В 2004 году назначен председателем комиссии по канонизации святых Липецкой епархии. В 2008—2013 годах одновременно с послушанием эконома монастыря был настоятелем храма Архангела Михаила села Скорняково Задонского района Липецкой области.
21 апреля 2009 года во Владимирском соборе Задонского Рождество-Богородицкого монастыря епископом Липецким и Елецким Никоном (Васиным) возведён в сан игумена.
В 2011 году назначен благочинным по монастырям Липецкой епархии. По благословению правящего архиерея курирует вопросы строительства и реставрации храмов Липецкой епархии.
С марта 2016 году ― член епархиального суда Липецкой епархии.
Игумен Евфимий (Максименко) является также членом общественного совета при УМВД и Прокуратуры России по Липецкой области.

## Архиерейство
21 октября 2016 года решением Священного синода Русской православной церкви избран епископом Усманским, викарием Липецкой и Задонской епархии.
23 октября 2016 года в Преображенском храме Липецка митрополитом митрополит Липецким и Задонским Никоном возведён в сан архимандрита.
1 декабря 2016 года в Тронном зале кафедрального соборного Храма Христа Спасителя в Москве состоялось наречение во епископа Усманского, викария Липецкой епархии. Чин совершил патриарх Московский и всея Руси Кирилл.
25 декабря 2016 года в храме святителя Спиридона Тримифунтского в Нагатинском Затоне была совершена хиротония архимандрита Евфимия (Максименко) во епископа Усманского, викария Липецкой епархии. Хиротонию совершили патриарх Кирилл, митрополит Санкт-Петербургский и Ладожский Варсонофий, митрополит Истринский Арсений, митрополит Липецкий и Задонский Никон, архиепископ Солнечногорский Сергий (Чашин), епископ Елецкий и Лебедянский Максим (Дмитриев), епископ Валуйский и Алексеевский Савва (Никифоров)